# Philippe Sanfourche
Philippe Sanfourche, (Francia, 26 de enero de 1975) es un periodista deportivo francés, que trabaja como reportero senior en el departamento de deportes de RTL (radio francesa) y luego locutor de radio y televisión.
Participa en "On remake the Match" en RTL, un programa de culto creado por Eugène Saccomano con Philippe Sanfourche y sus columnistas, que incluye debates e información. “Repetimos el partido” es también un podcast diario que cubre todas las novedades del fútbol. Es columnista del programa “L’Equipe du soir” del canal L’Équipe (canal de televisión). Otros reportajes para RTL: Rally Dakar de 2004 a 2010, Tour de Francia ciclista de 2008, ganado este año por Carlos Sastre por delante de Cadel Evans. El Torneo de Roland Garros tenis Open de Francia de 2000 a 2003, en el estadio Roland-Garros de París, un torneo anual de tenis sobre tierra batida. Hará apariciones regulares en el programa 20hFoot de Pascal Praud. Philippe Sanfourche es especialista de la selección francesa de fútbol y del Paris Saint Germain en el departamento deportivo desde 2010.